# Klaus Bonanomi
Klaus Bonanomi (* 1961) ist ein Schweizer Redaktor. 

## Leben
Erste journalistische Erfahrungen sammelte Bonanomi bei einem Volontariat auf der Sportredaktion der Berner Zeitung. Von 1984 bis 1987 war er Redaktor, Moderator und Sportreporter bei RadioExtraBern. Ab 1987 arbeitete Bonanomi bei SR DRS (heute SRF) als Nachrichtenredaktor, Bundeshaus-Journalkorrespondent, Redaktor DRS3 und als Produzent bei der Mittagssendung Rendez-vous. Seit 2009 ist er bei Radio SRF Wirtschaftsredaktor mit Fachgebiet Medien. Für die österreichische Tageszeitung Der Standard und für den deutschen Südkurier schreibt Bonanomi über Schweizer Themen.